# Контест
Контест (фр. Contest) насеље је и општина у западној Француској у региону Лоара, у департману Мајен која припада префектури Мајен.
По подацима из 2011. године у општини је живело 921 становника, а густина насељености је износила 40,11 становника/km². Општина се простире на површини од 22,96 km². Налази се на средњој надморској висини од 109 метара (максималној 152 m, а минималној 77 m).

## Демографија
| 1962. | 1968. | 1975. | 1982. | 1990. | 1999. | 2011. |
| ----- | ----- | ----- | ----- | ----- | ----- | ----- |
| 614   | 620   | 629   | 716   | 695   | 765   | 921   |

График промене броја становника у току последњих година